# Kontrapulsacja wewnątrzaortalna

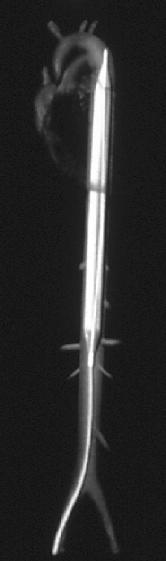
Kontrapulsacja wewnątrzaortalna.

Schemat bliższego odcinka aorty i jej gałęzi. Balon jest umieszczany obwodowo od ujścia lewej tętnicy podobojczykowej.

Kontrapulsacja wewnątrzaortalna (IABP) (ang. Intra-aortic balloon pump) – jest to terapia za pomocą urządzenia pośrednio wspomagającego krążenie w celu uniknięcia wstrząsu kardiogennego. IABP w czasie rozkurczu serca powoduje wzrost ciśnienia powyżej balonu, co poprawia przepływ przez tętnice wieńcowe i zwiększa rzut serca. Cylindryczny balon zakłada się przezskórnie poprzez nakłucie tętnicy udowej do aorty obwodowo od ujścia lewej tętnicy podobojczykowej. Balon w czasie rozkurczu serca jest napełniany helem. Powoduje to zamknięcie światła aorty oraz wzrost ciśnienia w tętnicach górnej połowy ciała (w tym naczyń wieńcowych i OUN), które odchodzą powyżej balonu. Szczególnie poprawia to przepływ wieńcowy, który fizjologicznie jest największy w fazie rozkurczu mięśnia sercowego. W czasie skurczu balon jest opróżniany. Zmniejsza to obciążenie następcze i umożliwia przepływ w tętnicach dolnej połowy ciała.

## Wskazania
Kontrapulsacja wewnątrzaortalna jest wskazana w następujących sytuacjach:
- wstrząs kardiogenny,
- mechaniczne powikłania zawału mięśnia sercowego: ostra niedomykalność mitralna, ubytek przegrody międzykomorowej,
- CABG,
- przezskórna angioplastyka wieńcowa – niestabilność hemodynamiczna, poważne uszkodzenie funkcji lewej komory.

## Przeciwwskazania
Przeciwwskazania bezwzględne
- ostra niedomykalność aortalna,
- tętniak rozwarstwiający aorty,
- Zespół Leriche’a.

Przeciwwskazania względne
- proteza aorty,
- tętniak aorty.